# SN 2003iw
SN 2003iw – supernowa typu II odkryta 17 października 2003 roku w galaktyce NGC 7102. W momencie odkrycia miała maksymalną jasność 17,60m.